# JAC V7

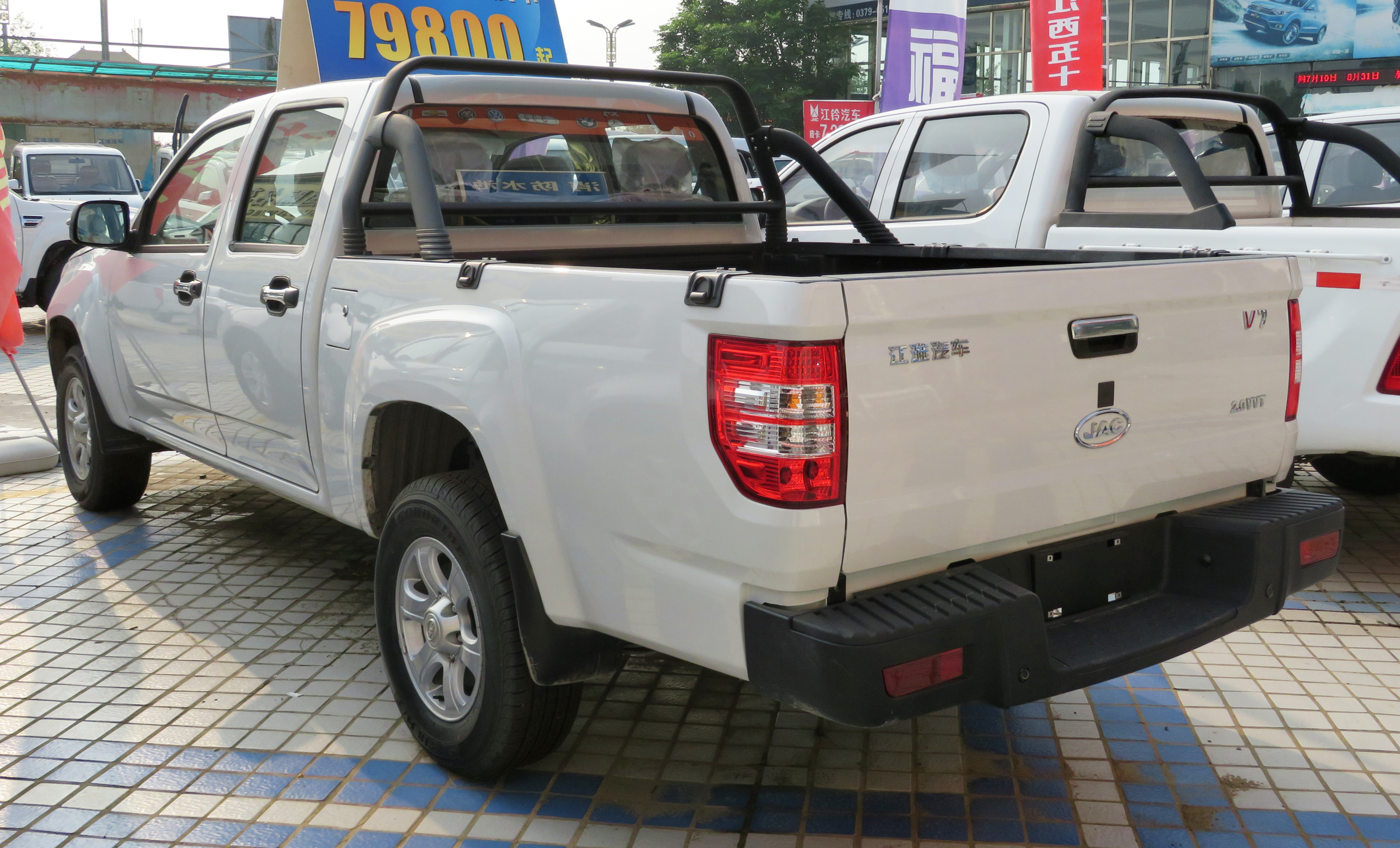
Вид сзади

JAC V7 — среднеразмерный пикап, выпускающийся с 2018 года компанией JAC Motors для китайского рынка.

## Описание
Продажи JAC V7 начались в 2018 году на китайском рынке. На момент 2020 года ценовой диапазон варьировался от 71800 до 83800 юаней.
JAC V7 оснащается 2,0-литровыми бензиновыми и дизельными двигателями. Бензиновый двигатель развивает максимальную мощность 108 кВт (147 л. с.) и крутящий момент 190 Н⋅м, в то время как дизельный двигатель развивает максимальную мощность 85 кВт (116 л. с.) и крутящий момент 285 Н⋅м. Двигатели сочетаются в паре с пятиступенчатой механической трансмиссией.
При разработке дизайна передней части компания JAC Motors опиралась на Toyota Hilux.